# Софосбувир
Софосбувир (англ. sofosbuvir) — противовирусный препарат из группы аналогов нуклеотидов, ингибитор РНК-зависимой РНК-полимеразы NS5B, используемый в комбинации с другими лекарственными средствами для лечения гепатита C. В 2013 году препарат выпущен на рынок под торговым наименованием Sovaldi.
Софосбувир включен ВОЗ в список важнейших лекарственных средств в 2015 году.

## Фармакологическое действие
Софосбувир ингибирует вирусный белок NS5B — 
РНК-полимеразу, которая используется при репликации вируса гепатита C для копирования его собственной РНК. По сравнению с другими лекарственными препаратами софосбувир показал более высокую эффективность, меньшее количество побочных эффектов и в 2—4 раза более короткую длительность терапии гепатита C.

## Лекарственное взаимодействие
В 2013 году, управление по санитарному надзору за качеством пищевых продуктов и медикаментов в США одобрило использование софосбувира в комбинации с рибавирином в качестве не инъекционной терапии гепатита C 2-го и 3-го генотипа, и для комбинированной тройной терапии (софосбувир+рибавирин (перорально) + интерферон альфа (инъекции)) для лечения гепатита C 1-го и 4-го генотипов. В 2014 году удачная комбинация софосбувира с ледипасвиром открыла возможность лечить гепатит C 1-го генотипа без применения интерферона альфа.
Софосбувир позволяет отказаться от использования интерферона альфа — противовирусного препарата с серией побочных эффектов, основного элемента при терапии гепатита C во многих странах, в том числе России.
Препарат гразопревир+элбасвир в комбинации с софосбувиром используется для лечения 3-го генотипа гепатита C.

## Распространение
В сентябре 2014 года компания Gilead (рус. Гилеад) объявила, что выдаст лицензии на производство для девяносто одной развивающейся страны. В число таких стран попала Индия, где Gilead заключили договор с рядом компаний, в том числе Zydus Cadila, Natco Pharma и Hetero Healthcare Ltd.
В августе 2018 года «Гилеад» и «Фармстандарт» заключили соглашение на производство препаратов Sovaldi (софосбувир) в России. В том же месяце Министерство здравоохранения РФ начали проект по включению софосбувира в список жизненно необходимых и важнейших лекарственных препаратов с начала 2019 года. Однако, по заявлению Минздрава, цена препарата не укладывалась в госбюджет. Вследствие этого министерство намеревалось получить лицензию у «Гилеад» на Sovaldi и разработать аналог лекарственного средства.

## Комбинированные препараты
В 2016 году разработан препарат Epclusa (Велпатасвир/Софосбувир), состоящий из смеси Софосбувира и Велпатасвира, ингибитора белка NS5A.

## Критика препарата
Цена на софосбувир в США по разным источникам колеблется от 84000$ до 168000$ за курс, в Великобритании 35000 фунтов за 12 недельный курс, что вызывает негативное отношение со стороны некоторых активистов.
Организация hepCoalition.org, выступающая в защиту прав больных гепатитом C во всем мире, провела целое исследование, критически оценивающее беспрецедентные цены на препарат, завышенные более чем в 800 раз относительно экономически обоснованных, составляющих около 100 долларов за весь курс лечения. Возмущение вызывает также двойственная и лицемерная политика компании Гилеад по недопущению дженериков индийского производства на рынки большинства стран, недопущению снижения цен не только до экономически обоснованных, но и до любых разумных уровней во всех странах, где есть шанс вытянуть все соки из граждан, стоящих перед выбором: лечиться или умереть. Например, затраты на лечение больных в Таиланде оцениваются в 121 миллиард долларов, тогда как весь бюджет здравоохранения Таиланда составляет 8,4 миллиарда долларов в год. Очевидно, что большинство больных смертельно опасным заболеванием окажутся без помощи. Правительство Египта договорилось о снижении цены препарата почти в 100 раз исключительно для распространения через государственную систему здравоохранения, однако, даже в этом случае, обеспечение всех больных оценивается более чем в 10 миллиардов долларов, что непомерно для бюджета Египта. При этом объём поставок ограничен, свободное распространение будет стоить в 10 раз дороже. Сделка Гилеад с индийскими производителями дженериков позволила индийским компаниям также получать колоссальные сверхприбыли от своих эксклюзивных прав. Несмотря на то, что роялти в пользу Гилеад составляют всего 7 %, курс индийских дженериков в Индии стоит до 1800 долларов, что соответствует всему годовому ВВП на душу населения в этой стране. Аналогичные цены установлены на индийские дженерики для других стран, попавших в соглашение с Гилеад, хотя все они относятся к числу беднейших, а большинство их граждан физически не имеют таких средств. Одновременно, себестоимость производства в Индии значительно ниже, чем в США, а индийские компании не несли расходов на исследования, разработку и многолетние клинические испытания, составляющих основную массу расходов разработчика. Они получили технологию в готовом виде и все их расходы сводятся к «копеечному» массовому производству и выплате роялти правообладателю.
Только за 6 месяцев 2015 г. продажи Sovaldi составили 5,8 миллиардов долларов США, что многократно превышает самые смелые оценки стоимости разработки препарата. Поскольку в Российской Федерации Софосбувир с 2019 г. включен в перечень жизненно необходимых важнейших лекарственных препаратов, встал вопрос о принудительном лицензировании Софосбувира для производства дженериков на территории РФ. Установленная цена в 126 тысяч рублей за упаковку Sovaldi перекрывает возможности бюджета здравоохранения РФ. Предпринимаются попытки самостоятельного синтеза аналогичных препаратов силами местной фармацевтической промышленности.